# Sumbersewu
Sumbersewu is een bestuurslaag in het regentschap Banyuwangi van de provincie Oost-Java, Indonesië. Sumbersewu telt 6324 inwoners (volkstelling 2010).